# De Cock en een duivels dilemma
De Cock en een duivels dilemma is het eenentachtigste deel van de Nederlandse detectiveserie De Cock.

## Inhoud
Richard Geelhoed, hoofd kaskommissie van de voetbalclub HAS'32, wordt dood aangetroffen in een slootje van het sportcomplex bij Ookmeer. Het lijkt erop dat hij is verdronken, maar De Cock denkt aan moord. De dag ervoor is de penningmeester van de club, die aan multipele sclerose leed, begraven. Volgens de voorzitter van de voetbalclub zit de club er warmpjes bij na een eerdere uitkoop aan de Zuidas. Maar er blijken grote bedragen te zijn opgenomen gedekt door valse facturen. Appie Keizer is emotioneel betrokken bij het onderzoek, omdat zijn zoon Ruben bij de club voetbalt.
De vrouw van Hans Geelhoed was bezig met een echtscheidingsprocedure. Haar zoon is een huissleutel verloren op de plaats delict. De weduwe van de penningmeester geeft wel erg veel geld uit. Tot slot heeft de voorzitter zijn slagersbedrijf bijna vergokt en blijkt nog gokschulden te hebben uitstaan bij Chinese gokhuizen.
De Cock arresteert de voorzitter maar ook de vriend en tevens advocaat van de weduwe van Richard Geelhoed. Het onderzoek van De Cock zit dus muurvast. Twee verdachten met verschillend motief voor één moord. De Cock bewijst met behulp van patholoog-anatoom Dr. Zeldenrust dat de penningmeester gedrogeerd en gewurgd is. Daartoe moest wel het lichaam eerst worden opgegraven.
De Cock heeft nu twee moorden, maar moet bekennen dat die twee moorden twee daders hebben. Zijn hypothese van twee moorden door één moordenaar bleek onjuist. Maar op de afsluitende avond bij hem thuis weet hij haarfijn te bewijzen dat de penningmeester door zijn vrouw is gewurgd, voordat hij uiteindelijk aan zijn ziekte zou overlijden. De voorzitter vermoordde het tegenstribbelende hoofd van de kascommissie, die de fraude op het spoor was gekomen. Tot slot komt commissaris Buitendam meedelen, dat het hoofdbureau onvoldoende geld heeft om het bureau aan de Warmoesstraat te sluiten. De Cock kan nog even door.